# 라이타강

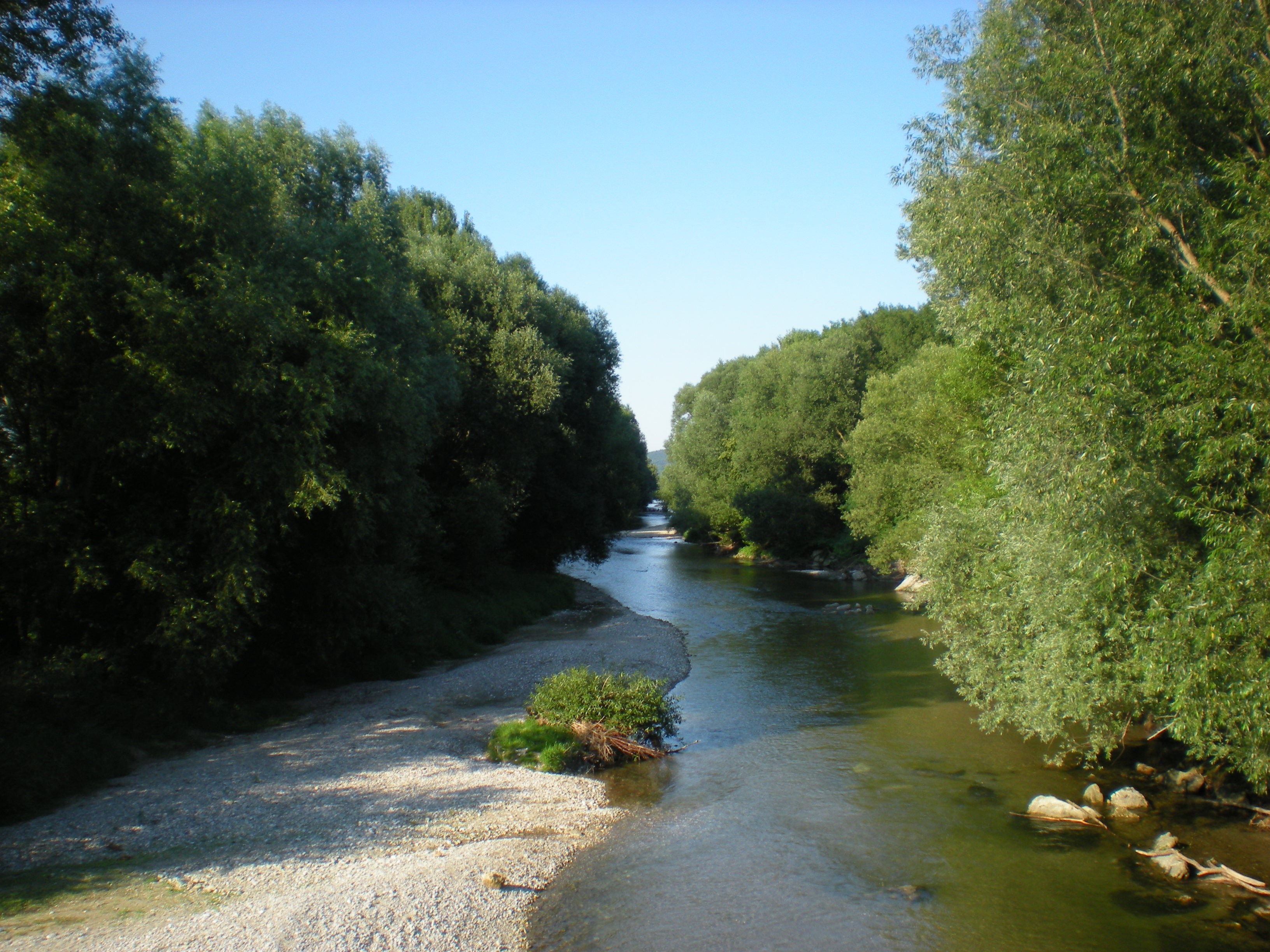

라이타강(독일어: Leitha, 헝가리어: Lajta 러이터[*], 체코어와 슬로바키아어: Litava)는 다뉴브강의 지류인 강으로 오스트리아와 헝가리를 흐른다. 슈바르차강과 피텐강이 오스트리아 니더외스터라이히주 란첸키르셴에서 만나 헝가리 죄르모숀쇼프론주에서 다뉴브강을 만난다.
오스트리아-헝가리 시절 시스라이타니아와 트란스라이타니아의 경계였다.

## 같이 보기
- 시스라이타니아
- 트란스라이타니아